# Lillträsket (Jörns socken, Västerbotten, 723744-171854)
Lillträsket är en sjö i Skellefteå kommun i Västerbotten och ingår i Kågeälvens huvudavrinningsområde. Sjön har en area på 0,261 kvadratkilometer och ligger 264 meter över havet.

## Delavrinningsområde
Lillträsket ingår i det delavrinningsområde (723595-171721) som SMHI kallar för Inloppet i Degerträsket. Medelhöjden är 271 meter över havet och ytan är 36,85 kvadratkilometer. Räknas de 2 avrinningsområdena uppströms in blir den ackumulerade arean 86,65 kvadratkilometer. Degerträskån som avvattnar avrinningsområdet har biflödesordning 2, vilket innebär att vattnet flödar genom totalt 2 vattendrag innan det når havet efter 72 kilometer. Avrinningsområdet består mestadels av skog (77 procent) och sankmarker (13 procent). Avrinningsområdet har 1,05 kvadratkilometer vattenytor vilket ger det en sjöprocent på 2,8 procent.